# هربرت سیمرمان
هربرت سیمرمان (به آلمانی: Herbert Zimmermann) بازیکن فوتبال و مدافع اهل آلمان است که از سال ۱۹۷۶ میلادی عضو تیم ملی فوتبال آلمان بوده‌است. وی در ۱۴ بازی ملی حضور داشته است و آخرین بازی ملی خود را در سال ۱۹۷۹ میلادی انجام داد. هربرت سیمرمان در بازی‌های ملی‌اش ۲ گل به ثمر رساند.